# Северозападен регион (Камерун)
Северозападният регион (на френски: Nord-Oueste) е един от регионите на Камерун. Населението му е 1 968 600 жители (по изчисления към януари 2015 г.), а има площ от 17 300 кв. км. Регионът е разделен на 7 департамента. Провинцията е преобразувана в регион след като президентът на страната обявява това през 2008 г.